# Boodschappenlijst

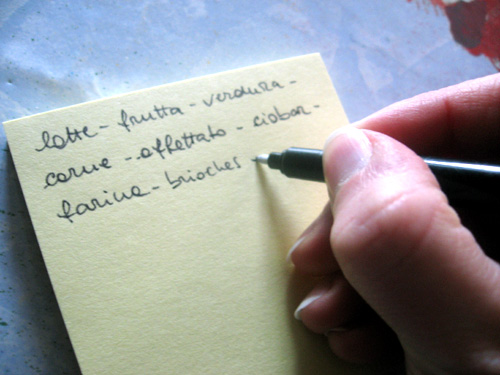
Een Italiaans boodschappenlijstje.

Een boodschappenlijst is een vooraf gemaakte lijst of opsomming van boodschappen die een persoon van plan is te gaan kopen. Het doel van een dergelijke lijst is te onthouden welke spullen moeten worden aangeschaft.
In Nederland maakte volgens het Nibud in 2009 driekwart van de huishoudens een boodschappenlijst voor de dagelijkse of wekelijkse boodschappen. In 2005 was dit nog 80 procent.
Gemiddeld is een gezin van 4 personen €438,- tot €450,- per maand kwijt aan boodschappen.
Tot de jaren zestig van de twintigste eeuw was in veel gezinnen een boodschappenbestelboekje aanwezig. Benodigde levensmiddelen werden hierin genoteerd. De kruidenier haalde eenmaal per week het boekje af en bracht vervolgens de genoteerde waren aan huis.
In plaats van het fysieke papiertje met de boodschappen erop kan tegenwoordig een app op smartphone of tablet worden gebruikt.